# Guilherme Boury
Guilherme Boury Ayrosa Galvão (São Paulo, 28 de outubro de 1983) é um ator brasileiro.

## Biografia
Nascido na cidade de São Paulo, foi morar no Rio de Janeiro ainda bebê. É filho da autora Margareth Boury e do diretor Heraldo Corrêa, sobrinho do diretor Alexandre Boury e neto do diretor Reynaldo Boury, além de sobrinho do cantor Fábio Jr. e primo de Cleo e Fiuk.

## Carreira
Começou sua carreira em 2006 na RecordTV na novela Prova de Amor, como o surfista Nobru. Em seguida teve muito destaque ao ser um dos protagonistas, o Caio em Alta Estação. Depois também na Record fez Amor & Intrigas. Fez também um personagem apaixonado por uma mulher com quase o dobro de sua idade em Poder Paralelo como Pedro Vilar. Em 2011, assinou contrato com a Rede Globo, onde participou da série Divã e da novela Fina Estampa, de Aguinaldo Silva, como o estudante de medicina Daniel. Em 2013, assinou contrato com o SBT para viver Junior, o protagonista adulto do remake da novela infantil Chiquititas, que estreou no dia 15 de julho de 2013. Em 2016, retorna a Record para viver o personagem Iru em A Terra Prometida. Em 2017 esteve pelos palcos do Brasil, com a peça "Dedo Podre", escrita e protagonizada por Nivea Stellman. Em 2017, retorna ao SBT para viver o personagem Sérgio Antunes em As Aventuras de Poliana.
Em 2022, continua na continuação da novela Poliana Moça, como Sérgio Antunes.

## Filmografia

### Televisão
| Ano     | Título                  | Personagem                                  | Nota(s)                 |
| ------- | ----------------------- | ------------------------------------------- | ----------------------- |
| 2005–06 | Prova de Amor           | Bruno Galvão (Nobru)                        |                         |
| 2006–07 | Alta Estação            | Caio Campos                                 |                         |
| 2007–08 | Amor & Intrigas         | Marcos Fraga                                |                         |
| 2009–10 | Poder Paralelo          | Pedro Orlim Vilar                           |                         |
| 2011    | Divã                    | Ed                                          | Episódio: "5 de abril"  |
| 2011–12 | Fina Estampa            | Daniel                                      |                         |
| 2013–15 | Chiquititas             | José Ricardo Almeida Campos Júnior (Júnior) |                         |
| 2016–17 | A Terra Prometida       | Iru Sevilha Mayan                           |                         |
| 2018–20 | As Aventuras de Poliana | Sérgio Antunes                              |                         |
| 2021    | Gênesis                 | Gael                                        | Fase: Jornada de Abraão |
| 2022–23 | Poliana Moça            | Sérgio Antunes                              |                         |
| 2024    | A Rainha da Pérsia      | Hataque                                     |                         |

## Cinema
| Ano  | Título       | Personagem |
| ---- | ------------ | ---------- |
| 2017 | Entre Amores | André      |

## Prêmios e indicações
| Ano  | Prêmio          | Categoria   | Indicação    | Resultado | Ref.  |
| ---- | --------------- | ----------- | ------------ | --------- | ----- |
| 2007 | Prêmio Master   | Melhor ator | Alta Estação | Venceu    | [ 2 ] |
| 2014 | Troféu Internet | Melhor ator | Chiquititas  | Indicado  | [ 3 ] |